# Fabio Donadio
Fabio Donadio, né le 30 avril 1988 à Modène en Italie, est un joueur italien de volley-ball. Il mesure 1,81 m et joue libero ou réceptionneur-attaquant.

## Clubs
| Club             | De        | À         |
| ---------------- | --------- | --------- |
| Pallavolo Modène | 2007-2008 | 2007-2008 |
| Volley Quaderni  | 2008-2009 | 2008-2009 |
| Universal Carpi  | 2009-2010 | 2009-2010 |
| Volley Potentino | 2010-2011 | 2010-2011 |
| Correggio Volley | 2011-2012 | 2011-2012 |
| Pallavolo Modène | 2012-2013 | 2015-2016 |

## Palmarès
- Challenge Cup (1)
  - Vainqueur : 2008
- Championnat d'Italie (1)
  - Vainqueur : 2016
- Coupe d'Italie (2)
  - Vainqueur : 2015, 2016
- Supercoupe d'Italie (1)
  - Vainqueur : 2015